# Kleingœft
 Kleingœft (en alsacià Klaingeft) és un municipi francès, situat a la regió del Gran Est, al departament del Baix Rin. L'any 2004 tenia 131 habitants. Limita al nord-est amb Wolschheim i Maennolsheim, al sud-est amb Westhouse-Marmoutier i a l'oest amb Lochwiller.
Forma part del cantó de Saverne, del districte de Saverne i de la Comunitat de comunes del Pays de Saverne.

## Demografia
| 1962 | 1968 | 1975 | 1982 | 1990 | 1999 |
| ---- | ---- | ---- | ---- | ---- | ---- |
| 111  | 120  | 118  | 113  | 122  | 117  |

## Administració
| Període   | Identitat       | Partit |
| --------- | --------------- | ------ |
| 2001-2008 | François Muller |        |
| 2008-     | Alain Grad      |        |